# Calle Navarro Ledesma
Navarro Ledesma es una vía situada en el oeste de la ciudad de Málaga. Discurre en sentido este-oeste íntegramente por el distrito de Teatinos-Universidad atravesando diversos barrios como la Colonia Santa Inés, El Romeral, El Tejar, Torre Atalaya, El Cónsul o Soliva entre otros. Cuenta con una longitud de 3,20 kilómetros. Navarro Ledesma es uno de los ejes viarios principales de todo Teatinos, y junto a la avenida Plutarco y el bulevar Luis Pasteur, la calle más conocida del mismo
La avenida lleva desde el 29 de abril de 1930 el nombre del literato Francisco Navarro Ledesma.

## Historia
A pesar de lo que pueda parecer, la calle Navarro Ledesma es una de las vías más antiguas de todo el distrito de Teatinos. Su construcción se remonta a los años 1920, cuando se levanta la Colonia de Santa Inés, barrio destinado a albergar a los obreros de una fábrica integrada en el conjunto. El 29 de abril de 1930 se le dio su nombre actual, en honor del literato cervantista Francisco Navarro Ledesma. Aún quedan vestigios de estas pequeñas casas de la colonia en el tramo más occidental de la calle. 
Conforme el distrito de Teatinos fue creciendo urbanísticamente propiciado por el traslado de las instalaciones de la Universidad de Málaga a la zona en los años 1990, la calle comienza a ser ampliada dirección oeste. En la zona de más reciente construcción, la calle cuenta con amplias zonas verdes y peatonales. 

## Recorrido

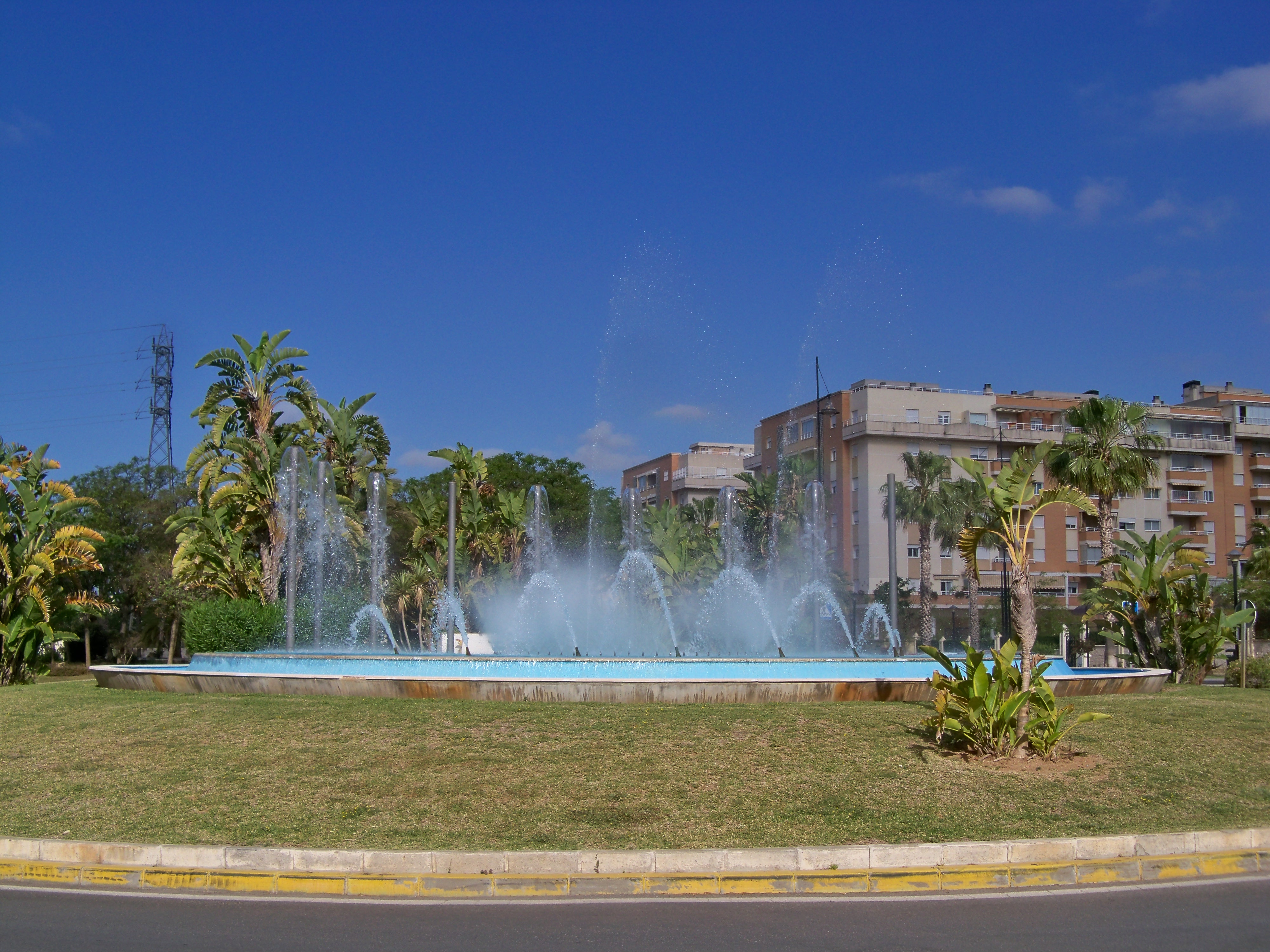
Fuente de Torre Atalaya en Navarro Ledesma.

La calle Navarro Ledesma discurre únicamente por el distrito de Teatinos-Universidad, el cual atraviesa de este a oeste. La avenida comienza en la intersección con la avenida Carlos Haya (que a partir de este cruce toma el nombre de avenida Lope de Vega). Continúa hacia el oeste atravesando los barrios de Hacienda Roldán, Quinta Alegre, Las Morillas, Ciudad Santa Inés, Colonia Santa Inés, El Tejar, Finca La Palma, El Romeral, Torre Atalaya, El Tejar, El Cónsul, Cañada de los Cardos y Soliva Este. Toma el nombre de carretera MA-405 pasando el arroyo de las Cañas y finaliza en la intersección con la avenida Marcelino Camacho, la avenida Francisco Trujillo Villanueva y la avenida Escritor Antonio Soler. A lo largo de su recorrido, especialmente en su parte occidental, la calle tiene grandes rotondas, fuentes y amplias zonas verdes y peatonales. 

## Transporte
En autobús queda conectado mediante las siguientes líneas de la EMT: 
| Línea | Trayecto                                       | Recorrido | Frecuencia |
| ----- | ---------------------------------------------- | --------- | ---------- |
| 8     | Alameda Principal - Hospital Clínico           | Recorrido | 13 minutos |
| 23    | Alameda Principal - Parque Cementerio          | Recorrido | 13 minutos |
| 62    | Puerto de la Torre - Universidad               | Recorrido | 13 minutos |
|       |                                                |           |            |
| N4    | Paseo del Parque - Teatinos - Pto. de la Torre | Recorrido | 60 minutos |